# Narcís Roget i Oliveras
Narcís Roget i Oliveras (Figueres, 10 d'agost del 1873 - 18 de juliol de 1950) va ser un fotògraf, cafeter i polític figuerenc, conegut per la seva fotografia costumista de Figueres i de l'Empordà, feta principalment entre els anys 10 i 30 del segle xx.

## Biografia
Fill d'Antoni Roget i Carmen Oliveras. Es va casar amb Carme Pumarola l'any 1901 i van tenir una filla, Carme Roget Pumarola, que va ser la primera companya sentimental coneguda de Salvador Dalí i Domènech.
De jove va seguir amb l'ofici patern, blanquer, i més tard va convertir-se en cafeter fundant el Café Suizo. Aquesta cafeteria estava situada al carrer Palau número 17, La Rambla, i feia cantonada amb el passatge al Teatre El Jardí. Era un dels cafès de categoria de la ciutat. Actualment, ha desaparegut del paisatge urbà.
Posteriorment, va fundar la cafeteria Emporium. Aquest cafè el va regentar des de l'any 1921 fins a mitjans dels anys 40. Estava situat als baixos de l'hotel París, tenia elements arquitectònics remarcables dissenyats per Pelai Martínez, com ara la portalada o els relleus de Frederic Marès. L'Emporium era lloc de trobada d'intel·lectuals i artistes figuerencs. L'any 1922 s'hi van iniciar un cicle de concerts que els diaris de l'època van qualificar d'innovadors.
Com a republicà federal va tenir diferents càrrecs a l'Ajuntament de Figueres durant els anys 1910 i 1913. Durant l'any 1912 va ocupar el càrrec de regidor de foment.

## Fotografia
Aficionat a la fotografia, es va dedicar a captar imatges la seva ciutat natal, Figueres, així com altres indrets i poblacions de l'Alt Empordà. En aquella època era tot un luxe tenir una càmera fotogràfica. Per aquest fet, Roget va ser un dels pocs que va immortalizar la Figueres de principis del segle xx. La col·lecció de Narcís Roget conté més de 400 fotografies.
Autodidacte, feia servir la tècnica del gelatinobromur i també es va introduir en la fotografia estereoscòpica.
Pel que fa a la fotografia de Figueres, va col·laborar amb un altre aficionat, Martí Verdaguer i Bayó, que era enquadernador, i l'any 1911 sota l'epígraf Ciència & Paciència, van editar una sèrie de postals.
Com a fotògraf va fer imatges tant de Figueres com d'altres pobles i paisatges de l'Alt Empordà: Cadaqués, L'Escala, Portbou, el Port de la Selva, Vilabertran, Pont de Molins, les Escaules, Roses… entre d'altres. Arran del seu gust per les excursions familiars, va poder immortalitzar indrets de l'Empordà con les ruïnes d'Empúries, Sant Pere de Rodes o altres indrets del territori català com Banyoles.
La seva fotografia va aparèixer a la premsa de l'època, per exemple a L'Empordà Federal del 10 d'abril de 1920 que conté unes instantànies dels mercats de Figueres signades per Verdaguer i Roget, i que es pot veure a l'exposició de El Museu de L'Empordà. Malauradament la tecnologia de la impremta del moment no permet copsar la gran qualitat tècnica dels originals. Amb posterioritat la seva obra apareix recollida en diverses obres col·lectives, com el llibre Història Gràfica de Figueres, 125 anys de ciutat, el Catàleg de la postal de Peralada editat pels Annals d’Estudis Empordanesos l'any 2002 i el facsímil l’obra L’Empordà, Àlbum de l'any 2003, amb algunes de les seves fotografies de Figueres i de l’Empordà.

## La Figueres de principis de segle XX
A partir de mitjan segle xix, Figueres es consolida com a centre urbà de caràcter comercial, menestral i de serveis. La seva proximitat amb França, l'arribada del ferrocarril l'any 1877, la presència d’un nombrós contingent militar al Castell de Sant Ferran, un important flux migratori a partir de 1914 i el predomini inqüestionable en la societat figuerenca del republicanisme federal i catalanista davant altres opcions polítiques, singularitzen Figueres i conflueixen, durant el primer terç del segle xx, amb una intensa transformació urbana conduïda per l'alcalde Marià Pujulà i projectada per l'arquitecte Ricard Giralt Casadesús, amb obres cabdals com la reforma de la Rambla Sara Jordà (1918) o la creació del Parc Bosc Municipal (1919).
Aquesta època de puixança va contribuir a fer de Figueres una ciutat de gran dinamisme que es materialitzava als nombrosos cafès de la ciutat, llocs de trobada, discussió, negoci, tertúlia, joc i intercanvi d’idees. Els cafès de la Rambla, alguns concebuts a l'estil parisenc, donaven un aire cosmopolita i sorprenent a la petita ciutat, i el cafè l’Emporium –regentat llavors per Narcís Roget-, fou cenacle d’artistes i d’intel·lectuals i en una de les seves taules Salvador Dalí i Luis Buñuel hi van escriure, a final dels anys vint, la major part del guió d’Un chien andalou.

## Reconeixements
El recull i documentació del seu fons fotogràfic a càrrec del seu rebesnet Pol Vidal Prats, el va fer guanyador del IX Premi de Recerca Albert Compte (2016) de l'Institut d'Estudis Empordanesos. Arran del caràcter inèdit del recull de les seves fotografies, el Museu de l'Empordà en fa una exposició (novembre 2016 a febrer 2017), així com una sèrie d'activitats paral·leles. El dia 5 de febrer es clausurava l'exposició presentant el catàleg d'aquesta amb el nom Narcís Roget: una visió inèdita de l'Empordà amb textos de Pol Vidal Prats, Jordi Mestre i Vergés i Josep Colls.